# Hålogaland

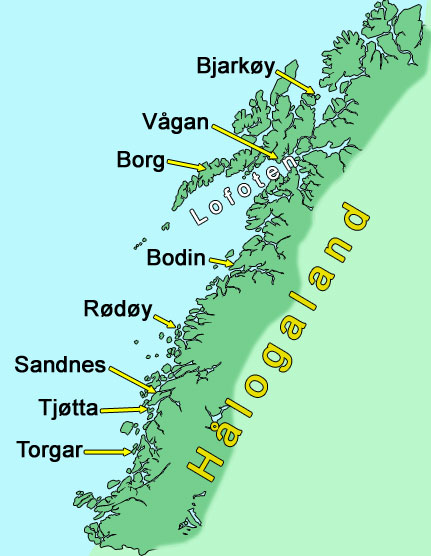
Hålogaland vers 1000 CE

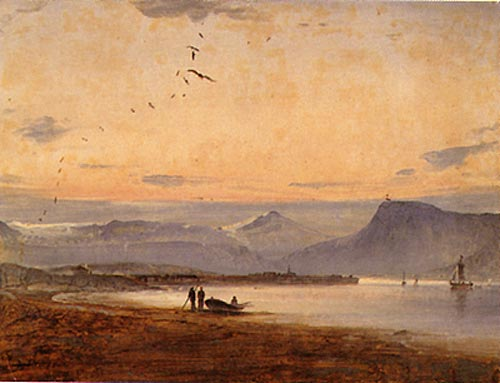
Tromsø, par Peder Balke. Le tableau illustre les fjords accidentés et le terrain insulaire de Hålogaland.

Hålogaland est une région historique septentrionale de Norvège dans les sagas nordiques médiévales. Au début de l'âge des Vikings, avant l'unification de la Norvège par Harald à la Belle Chevelure, le Hålogaland est un petit royaume s'étendant entre la vallée de Namdalen dans le comté de Trøndelag et le fjord de Lyngen dans le comté de Troms.

## Étymologie
Selon la tradition orale, le mot Hálogaland provient de la famille royale nommée Hǫlgi. Les premiers rois portent effectivement le nom de Haleygir et les habitants sont nommés háleygr.
L'historien  Jordanes dans son ouvrage mentionne un peuple « Adogit » vivant dans l'extrême nord. Cela pourrait être une ancienne forme de háleygir et une possible référence au petit royaume de Hålogaland. Alex Woolf associe le nom Hålogaland aux aurores boréales en disant que Hålogaland signifiait le « pays du grand feu », loga dérivant de logi, qui fait référence au feu.
Une interprétation légendaire se retrouve dans les récits médiévaux d'Ynglingatal et de Skáldskaparmál ; Logi est décrit comme la personnification du feu, un géant du feu et comme un fils de Fornjót. Dans la saga médiévale des Orcades et le récit de Hversu Noregr byggðist, Fornjót est décrit comme le roi de Gotland, Kænland et Finnland. Les lignées royales de ses enfants sont évoquées dans ces récits et dans d’autres récits médiévaux. Le début de la Þorsteins saga Víkingssonar (« Saga de Thorstein, fils de Víking ») parle du roi Logi, qui dirige le pays au nord de la Norvège. Parce que Logi est plus grand et plus fort que tout autre homme du pays, son nom a été allongé de Logi à Hálogi, signifiant « Haute Logi ». Dérivé de ce nom, son pays est devenu Hálogaland, signifiant « terre d'Hálogi ». L'orthographe du nom a changé pour devenir Hålogaland.
De nos jours, le terme Hålogaland est utilisé dans de nombreux sens. À certaines fins, toute la Norvège du Nord, le Svalbard et Jan Mayen sont couverts sous le terme Hålogaland. À d'autres fins, les comtés de Nordland et de Troms constituent Hålogaland. Hålogaland ou même Mid Hålogaland sont des termes fréquents couvrant les petits districts d'Ofoten, Lofoten et Vesterålen, ainsi que les municipalités de Gratangen, Harstad, Ibestad, Kvæfjord et Tjeldsund du comté de Troms. Le terme a également été utilisé dans ce dernier sens, sans inclure l'archipel des Lofoten.
Le nom est actuellement utilisé par les diocèses de Nord-Hålogaland, Sør-Hålogaland, ainsi que par une cour d'appel, un théâtre et un grand pont. Un nom dérivé est Helgeland qui fait référence au sud du Nordland.

## Histoire

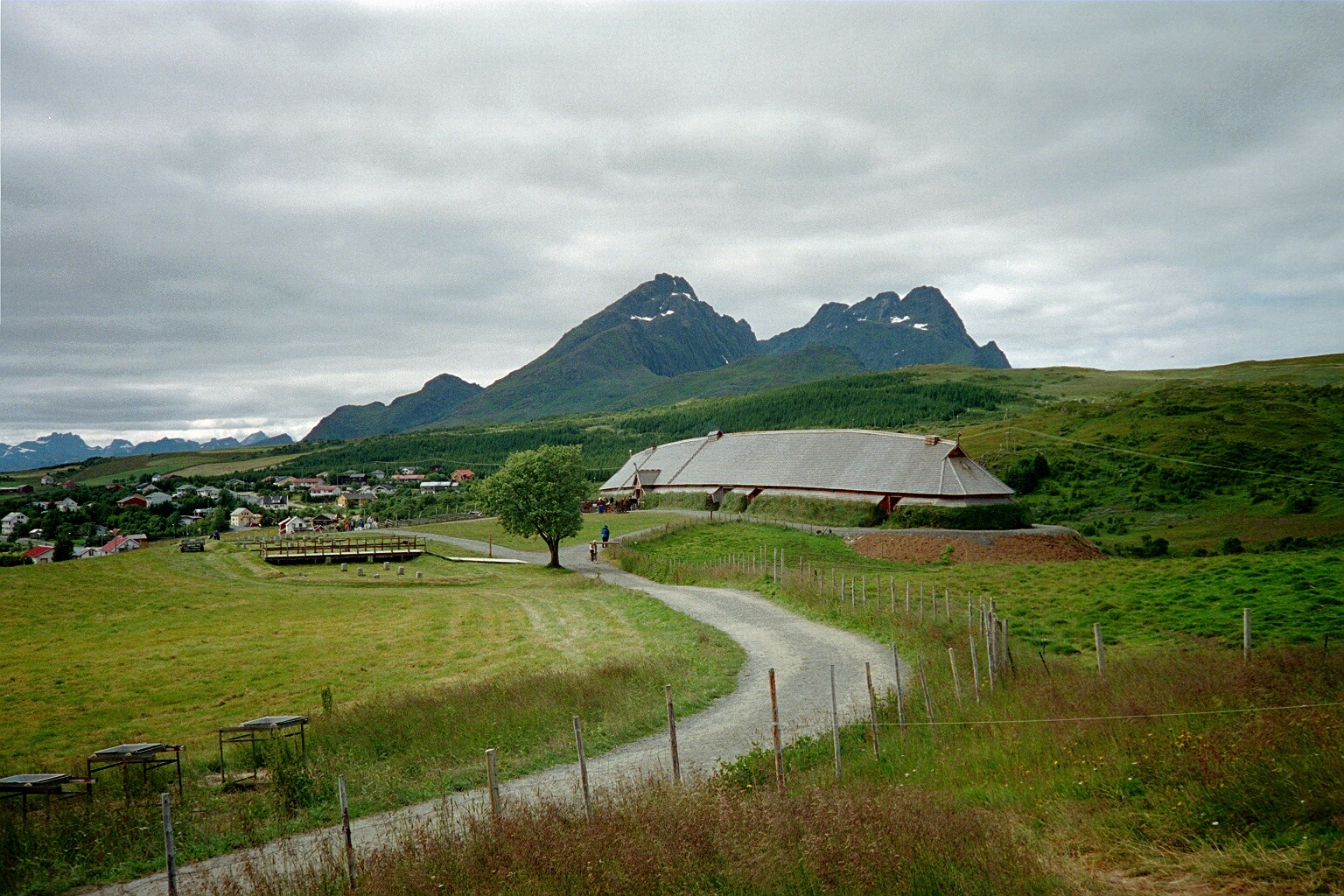
Maison du chef à Borg dans les Lofoten

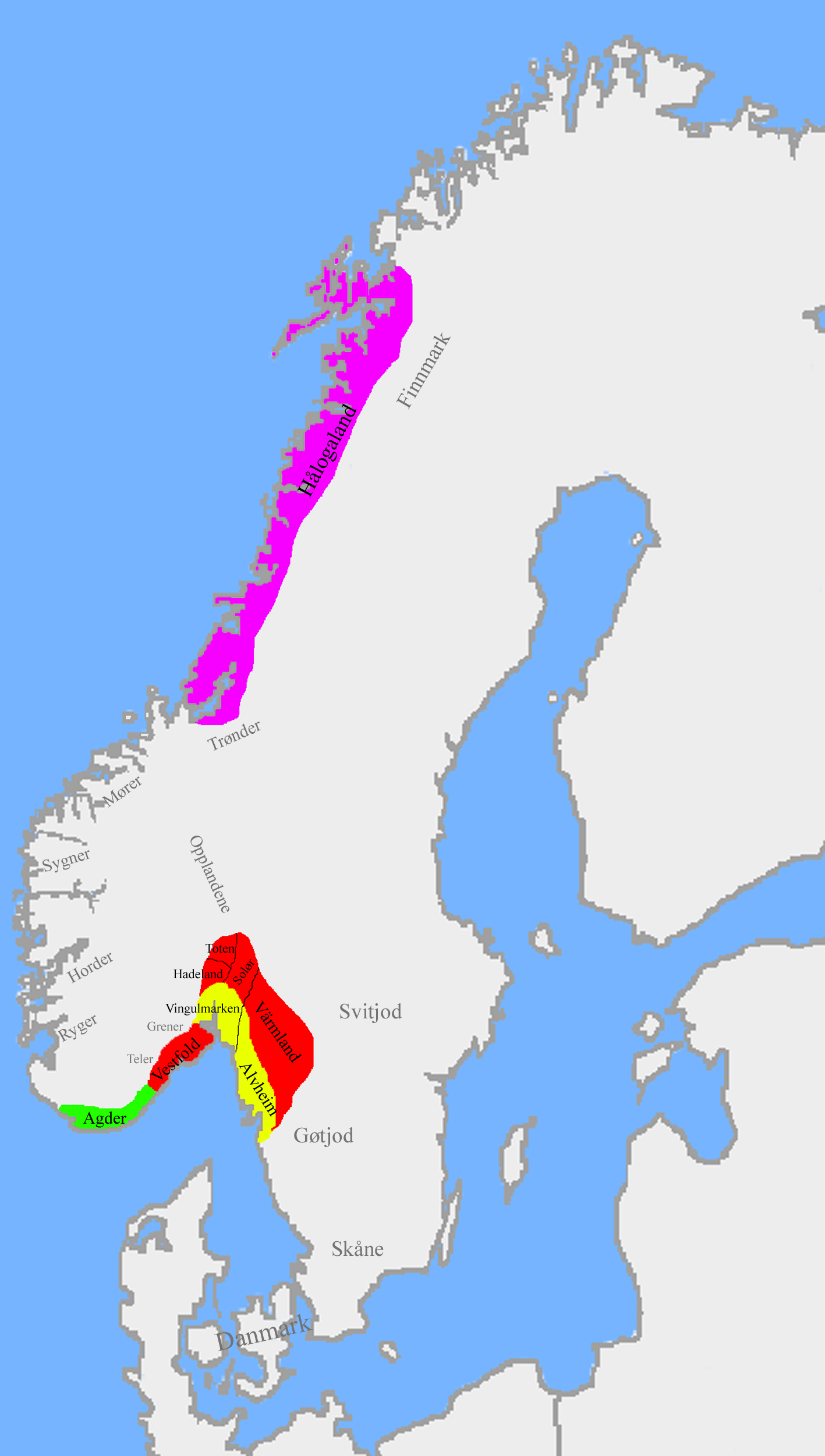
La Norvège vers 810-820 à la mort de Gudrød Veidekonges. Rouge : royaume du Vestfold sous Olaf Haraldsson Geirstadalf. / Jaune : royaume d'Alvheim sous Gandalv Geiralvsson. / Vert : royaume d'Agder sous Åsa Haraldsdatter. / Violet : royaume du Hålogaland et royaume de Namdalen.

Hålogaland figure en bonne place dans les sagas nordiques et dans le Heimskringla, en particulier la saga Ynglinga et Háleygjatal. Il est habité par  Hölgi (Háleygja ætt), héros éponyme de Hålogaland.
Dans la saga Heimskringla, un homme appelé Gudlög dirigea un certain nombre de pirates norvégiens qui sont combattus par le roi suédois Jorund et le roi Godgest de Hålogaland (es) reçoit un cheval du roi suédois Adils. Le premier comte de Lade, Håkon Grjotgardsson, souverain du Trøndelag, vient de Hålogaland et cherche à étendre son royaume vers le sud. C'est là qu'il rencontre Harald à la Belle Chevelure et le rejoint.
En 1983, les archéologues fouillent un bâtiment royal à Borg dans les Lofoten, un grand bâtiment de l'ère viking dont on pense qu'il existait déjà vers l'an 500. Les études archéologiques ont commencé ici en 1983 et entre 1986 et 1989, un projet de recherche scandinave conjoint est mené à Borg. Les fouilles mettent au jour les vestiges du plus grand bâtiment jamais découvert de l'époque viking en Norvège, mesurant 83 mètres de long et 9 mètres de haut. On estime que le siège du chef à Borg est abandonné vers 950 après JC. Aujourd'hui, le site abrite le musée viking de Lofotr,,.

## Géographie
Hålogaland est un littoral encaissé contenant de vastes fjords montagneux et des îles. C'était un refuge pour les navires vikings ainsi qu'une étape pour les voyageurs vers la mer Blanche, qui offrait un accès à la Russie. Narvik était un objectif important de la Seconde Guerre mondiale. En 2008, le nom a été proposé comme nom possible d'une Norvège du Nord indépendante.

## Autres sources
- Alex Woolf, From Pictland to Alba, 789–1070, Edinburgh, Edinburgh University Press, coll. « The New Edinburgh History of Scotland », 2007 (ISBN 978-0-7486-1234-5)
- Berglund, Birgitta (1994) Helgeland historie (Mosjøen)  (ISBN 82-90148-55-0)
- Bertelsen, Reidar (1985) Lofoten og Vesteralens historie: Fra den eldste tida til ca. 1500 e (Kommunene i Lofoten og Vesteralen)  (ISBN 978-82-90412-37-6)